# Љубичевац (Кладово)
Љубичевац је насеље у Србији у општини Кладово у Борском округу. Према попису из 2022. у насељу је било 324 становника (према попису из 2011. било је 364 становника, према попису из 2002. било је 458 становника). Стари назив насеља је Бордељ.

## Демографија
Према последњем попису из 2022. године у Љубичевцу је живело 324 становника што је за 40 мање у односу на 2011. када је на попису било 364 становника. У насељу живи 315 пунолетних становника, а просечна старост становништва износи 65,05 година (64,15 код мушкараца и 65,96 код жена).
Према подацима пописа из 2022. у насељу има 171 домаћинства, а просечан број чланова по домаћинству је 1,89. а према истом попису у насељу има 382 стамбених јединица од којих је 227 насељених.
Ово насеље је великим делом насељено Србима (према попису из 2002. године).
|  |

| Демографија | Демографија | Демографија |
| Година      | Становника  | Становника  |
| ----------- | ----------- | ----------- |
| 1948.       | 1.403       |             |
| 1953.       | 1.398       |             |
| 1961.       | 1.394       |             |
| 1971.       | 1.440       |             |
| 1981.       | 1.562       |             |
| 1991.       | 1.366       | 543         |
| 2002.       | 458         | 1.330       |
| 2011.       | 364         |             |
| 2022.       | 324         |             |

| Етнички састав према попису из 2002.‍ | Етнички састав према попису из 2002.‍ | Етнички састав према попису из 2002.‍ | Етнички састав према попису из 2002.‍ | Етнички састав према попису из 2002.‍ |
| ------------------------------------ | ------------------------------------ | ------------------------------------ | ------------------------------------ | ------------------------------------ |
|                                      |                                      |                                      |                                      |                                      |
| Срби                                 | Срби                                 |                                      | 440                                  | 96,06%                               |
| Власи                                | Власи                                |                                      | 6                                    | 1,31%                                |
| Румуни                               | Румуни                               |                                      | 4                                    | 0,87%                                |
| непознато                            | непознато                            |                                      | 1                                    | 0,21%                                |

| Година пописа     | 1948. | 1953. | 1961. | 1971. | 1981. | 1991. | 2002. |
| ----------------- | ----- | ----- | ----- | ----- | ----- | ----- | ----- |
| Број домаћинстава | 326   | 326   | 333   | 324   | 324   | 283   | 209   |

| Број чланова      | 1  | 2  | 3  | 4  | 5 | 6 | 7 | 8 | 9 | 10 и више | Просек |
| ----------------- | -- | -- | -- | -- | - | - | - | - | - | --------- | ------ |
| Број домаћинстава | 70 | 82 | 27 | 16 | 8 | 4 | 1 | 1 | 0 | 0         | 2,19   |

| Пол    | Укупно | Неожењен/Неудата | Ожењен/Удата | Удовац/Удовица | Разведен/Разведена | Непознато |
| ------ | ------ | ---------------- | ------------ | -------------- | ------------------ | --------- |
| Мушки  | 195    | 13               | 152          | 23             | 7                  | 0         |
| Женски | 239    | 15               | 150          | 70             | 4                  | 0         |
| УКУПНО | 434    | 28               | 302          | 93             | 11                 | 0         |

| Пол    | Укупно                    | Пољопривреда, лов и шумарство | Рибарство                            | Вађење руде и камена | Прерађивачка индустрија       |
| ------ | ------------------------- | ----------------------------- | ------------------------------------ | -------------------- | ----------------------------- |
| Мушки  | 62                        | 49                            | 0                                    | 0                    | 3                             |
| Женски | 56                        | 49                            | 0                                    | 0                    | 1                             |
| УКУПНО | 118                       | 98                            | 0                                    | 0                    | 4                             |
| Пол    | Производња и снабдевање   | Грађевинарство                | Трговина                             | Хотели и ресторани   | Саобраћај, складиштење и везе |
| Мушки  | 0                         | 0                             | 4                                    | 1                    | 1                             |
| Женски | 0                         | 0                             | 0                                    | 1                    | 0                             |
| УКУПНО | 0                         | 0                             | 4                                    | 2                    | 1                             |
| Пол    | Финансијско посредовање   | Некретнине                    | Државна управа и одбрана             | Образовање           | Здравствени и социјални рад   |
| Мушки  | 1                         | 0                             | 1                                    | 0                    | 1                             |
| Женски | 0                         | 0                             | 0                                    | 0                    | 1                             |
| УКУПНО | 1                         | 0                             | 1                                    | 0                    | 2                             |
| Пол    | Остале услужне активности | Приватна домаћинства          | Екстериторијалне организације и тела | Непознато            | Непознато                     |
| Мушки  | 0                         | 0                             | 0                                    | 1                    | 1                             |
| Женски | 0                         | 0                             | 0                                    | 4                    | 4                             |
| УКУПНО | 0                         | 0                             | 0                                    | 5                    | 5                             |